# خانه اردکانی (دولابیان)
خانه اردکانی (دولابیان) مربوط به اواخر دوره قاجار است و در مشهد، وحدت ۲۱، کوچه صفار شاهرودی، پ ۱۲۷ واقع شده و این اثر در تاریخ ۱۱ مرداد ۱۳۸۴ با شمارهٔ ثبت ۱۲۳۹۱ به‌عنوان یکی از آثار ملی ایران به ثبت رسیده است.